# Jón Guðni Fjóluson
Jón Guðni Fjóluson (* 10. April 1989 in Þorlákshöfn) ist ein isländischer Fußballspieler.

## Karriere

### Verein
In der Jugend spielte Jón Guðni Fjóluson für Knattspyrnufélagið Ægir,Ungmennafélag Hrunamanna (UMFH) und wechselte 2005 in den Nachwuchs von Fram Reykjavík. 2007 debütierte er im Alter von 17 Jahren gegen Breiðablik Kópavogur in der Pepsideild, der höchsten isländischen Spielklasse. In den Spielzeiten 2007 und 2008 kam er mit jeweils drei Partien nur sporadisch zum Einsatz. In der Saison 2009 jedoch spielte Jón in 17 der 22 Partien, davon einen Großteil über die volle Spielzeit. Seinen ersten Treffer konnte er beim 5:0-Erfolg über Keflavík ÍF am 6. August 2009 erzielen. Vier weitere Tore folgten im Laufe der Saison. Im Juli 2009 kam Jón in vier Spielen der Europa-League-Qualifikationsrunde zum Einsatz. Mit zwei Siegen gegen den walisischen Klub The New Saints FC wurde die 2. Runde erreicht, in der man 
trotz des Treffers von Jón Guðni Fjóluson zum 1:1-Unentschieden im Hinspiel beim tschechischen SK Sigma Olomouc ausschied. Auch 2010 konnte er sich in 17 Partien der Pepsideild fünf Mal in die Torschützenliste eintragen.
Im Herbst und Winter 2010 absolvierte Jón Guðni Fjóluson Probetrainings beim FC Bayern München, der PSV Eindhoven und Fortuna Düsseldorf – ein Wechsel zerschlug sich aber vorerst und er begann auch in der Saison 2011 für Fram Reykjavík.
Zum Beginn der Saison 2011/12 schloss er sich Anfang Juli 2011 dem als Talentschmiede bekannten belgischen Erstligisten Germinal Beerschot an und erteilte damit unter anderem dem griechischen Traditionsverein AEK Athen eine Absage. Am 14. Januar 2012 kam er im Spiel gegen Standard Lüttich zu seinem ersten Einsatz in der Jupiler Pro League.
Nachdem Jón Guðni Fjóluson in Belgien nur vier Mal Einsatz gekommen war, wechselte er Ende August 2012 zum schwedischen Erstligisten GIF Sundsvall. Dort debütierte er am 2. September 2012 (21. Spieltag) gegen IFK Göteborg. Im Rest des Spieljahres kam er in fünf weiteren Partien zum Einsatz. Da GIF Sundsvall nur den 14. Platz erreichte, musste der Verein in der Relegation gegen Halmstads BK antreten. Bei der 0:3-Niederlage im Hinspiel kam er ebenfalls zum Einsatz, das Ergebnis konnte im Rückspiel jedoch nicht mehr gedreht werden, so dass GIF Sundsvall nach nur einem Jahr erneut den Gang in die zweite Liga antreten musste. Jón wechselte daraufhin zum IFK Norrköping, mit dem er Dritter, Sechster und Vizemeister wurde. Noch in der laufenden Vizemeistersaison wechselte er nach Russland zum FK Krasnodar. Dort kam er in zwei Spielzeiten nur zu 16 Ligaspielen. Nach dem Ende der Saison 2019/20 wechselte er in die laufende Saison in Norwegen, wo er am 19. Spieltag sein erstes Ligaspiel für Brann Bergen bestritt und es auf insgesamt elf Einsätze brachte.
Zum Start der Fotbollsallsvenskan 2021 wechselte er zum Hammarby IF. Dort absolvierte er im ersten Jahr 33 Pflichtspiele, erzielte dabei drei Tore und gewann den nationalen Pokal. Am 3. Oktober 2021 zog sich der Verteidiger im Spiel gegen seinen ehemaligen Klub IFK Norrköping (1:3) einen Kreuzbandriss zu und fiel bis zu seinem Vertragsende im Dezember 2023 aus.

### Nationalmannschaft
Am 12. August 2009 debütierte Jón Guðni Fjóluson bei der 0:2-Niederlage gegen Tschechien in der isländischen U-21-Auswahl. Es folgten sieben weitere Einsätze in der Qualifikation zur U-21-Europameisterschaft 2011 in Dänemark. Dabei gelang ihm mit seinem Team im direkten Duell mit dem amtierenden U-21-Europameister Deutschland die Qualifikation zur Teilnahme an der EM. Trainer Eyjólfur Sverrisson berief ihn Ende Mai 2011 in den Kader für die Endrunde. Dort kam er in allen drei Gruppenspielen gegen Dänemark, Weißrussland und die Schweiz zum Einsatz, schied jedoch mit seinem Team bereits nach der Vorrunde aus.
Am 21. März 2010 absolvierte er mit seinem Einsatz beim 2:0-Erfolg über die Färöer sein erstes Spiel für die isländische A-Nationalmannschaft. Sein erstes Länderspieltor erzielte er am 27. März 2018 bei einer 1:3-Niederlage in einem Freundschaftsspiel gegen Peru. Für die WM 2018, für die sich Island erstmals qualifiziert hatte, wurde er nicht in den endgültigen Kader nominiert. Anschließend kam er nur noch sporadisch zu weiteren Einsätzen, zuletzt am 8. September 2021 in der WM-Qualifikation gegen Deutschland (0:4).

## Erfolge
Hammarby IF
- Schwedischer Pokalsieger: 2021